# Albert Richter
Albert Richter (Keulen, 14 oktober 1912 – Lörrach, 2 januari 1940) was een Duits wielrenner. Hij werd in 1932 wereldkampioen sprint bij de amateurs en stond in de periode 1933-1939 ieder jaar op het podium bij het wereldkampioenschap sprint voor professionals. Kort na de jaarwisseling van 1940 werd hij vermoedelijk omgebracht door de Gestapo.

## Levensloop

### Jeugd en vroege carrière
Richter groeide op in Keulen. Omdat zijn vader tegen de wieleraspiraties van zijn zoon was, nam hij vanaf zijn zestiende in het geheim deel aan wedstrijden op de baan en op de weg. Door een sleutelbeenbreuk kwam dit uit, maar Richter zette door en behoorde rond zijn negentiende tot de beste amateurs van Rijnland.
In 1932 won hij de Grand Prix de Paris bij de amateurs. Wegens geldgebrek bij de Duitse wielerbond werd hij niet naar de Olympische Spelen van dat jaar in Los Angeles afgevaardigd. Op 3 september 1932 werd hij in Rome wereldkampioen sprint bij de amateurs. Gesteund door dit succes werd Richter, die op dat moment werkloos was, kort daarop professional.

### Professionele carrière
Op aanraden van zijn joodse trainer en manager Ernst Berliner opereerde Richter vanuit Parijs, dat destijds als centrum van het baanwielrennen gold. In Frankrijk werd hij snel populair. Het publiek gaf hem de bijnaam "de achtcilinder Duitser". Met onder andere zijn vrienden Jef Scherens en Louis Gérardin maakte Richter deel uit van een rondreizend gezelschap sprinters dat voor startgeld wedstrijden tegen elkaar reed. Vanaf 1933 stond hij zes jaar achtereen op het podium bij het wereldkampioenschap sprint voor professionals. In 1933 werd hij derde, in 1934 en 1935 tweede en in 1936, 1937, 1938 en 1939 weer derde. De eerste vijf jaar werd het kampioenschap gewonnen door Scherens en in 1938 door de Nederlander Arie van Vliet. In 1939 werd de finale tussen Van Vliet en Scherens wegens het uitbreken van de Tweede Wereldoorlog tijdens het kampioenschap niet meer verreden.

### Afkeer van naziregime
Richter gold als fel tegenstander van het Duitse naziregime. Tegenover buitenlandse collegarenners bestempelde hij het bewind als één grote Verbrecherbande. Hij weigerde tijdens officiële wedstrijden het nationale shirt met het swastikateken te dragen en koos in plaats daarvan voor het oude tenue met een adelaar. Tijdens het wereldkampioenschap baanwielrennen van 1934 in de Duitse stad Leipzig gaf hij openlijk blijk van zijn walging voor Adolf Hitler door niet de Hitlergroet te brengen. Bij de Duitse kampioenschappen in datzelfde jaar weigerde hij eveneens de groet uit te brengen.
De openlijke antipathie tegen het regime leidde tot afkeer bij Duitse collegawielrenners. Desondanks had de succesvolle en populaire Richter lange tijd weinig te vrezen van de overheid. Na het uitbreken van de oorlog in 1939 besloot hij op aanraden van zijn manager Berliner, die vanwege zijn joodse achtergrond al enige jaren in Nederland verbleef, definitief naar het buitenland te gaan. Richter vreesde te worden opgeroepen voor het leger en wilde niet voor de nazi's vechten tegen de Fransen.

### Overlijden

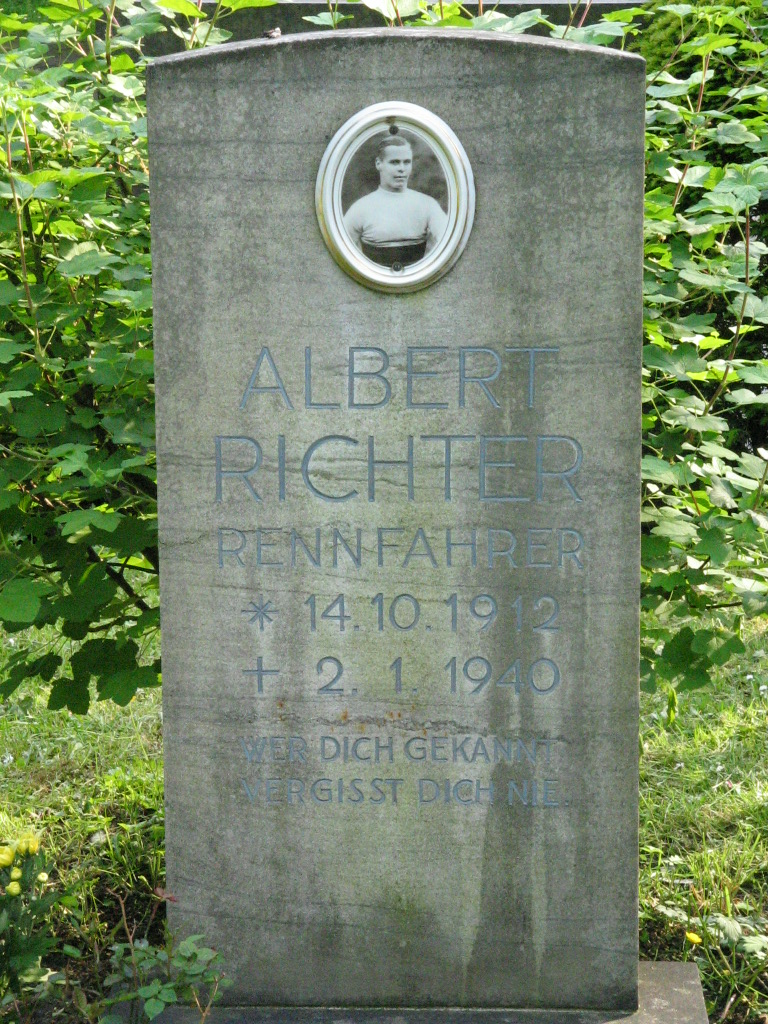
Grafsteen op het Melatenkerkhof in Keulen

Op 9 december 1939 reed Richter zijn laatste wedstrijd in Duitsland. Hij won de Grote Prijs van Berlijn. Op 31 december nam hij de trein naar Zwitserland. Hij had plannen om in Engelberg met kennissen een hotel te beginnen. Bij de grenspost Weil am Rhein verdween hij uit de trein. De Duitse wielerbond bracht enkele dagen later het verhaal naar buiten dat hij was omgekomen bij een skiongeluk.
Ooggetuigenverklaringen van de Nederlandse wielrenners Kees Pellenaars en Cor Wals, die beiden aanwezig waren in de trein, ontkrachten de officiële lezing. Pellenaars en Wals verklaarden in de Belgische krant Het Volk dat Richter in Weil am Rhein was aangehouden door Duitse soldaten, die in de banden van zijn fiets geld aantroffen dat hij voor een joodse vriend naar Zwitserland wilde smokkelen. Het feit dat direct de fietsbanden werden doorgesneden en de overige bagage ongemoeid werd gelaten, doet vermoeden dat Richter verraden was. Hij werd volgens Pellenaars en Wals buiten bewustzijn de trein uitgedragen. Andere getuigen meldden dat Richter in een truck naar het nabijgelegen interneringskamp in Lörrach werd overgebracht.
Naar aanleiding van dit verhaal werd eerst gemeld dat Richter op de vlucht gestorven was en vervolgens dat hij in zijn cel zelfmoord had gepleegd door zich op te hangen. Dit laatste werd de officiële doodsoorzaak. Een van de broers van Richter was echter begin januari afgereisd naar Lörrach en trof daar in een mortuarium het lichaam van zijn broer aan, met bloedvlekken in de kleren en kogelgaten in de rug.

## Nagedachtenis

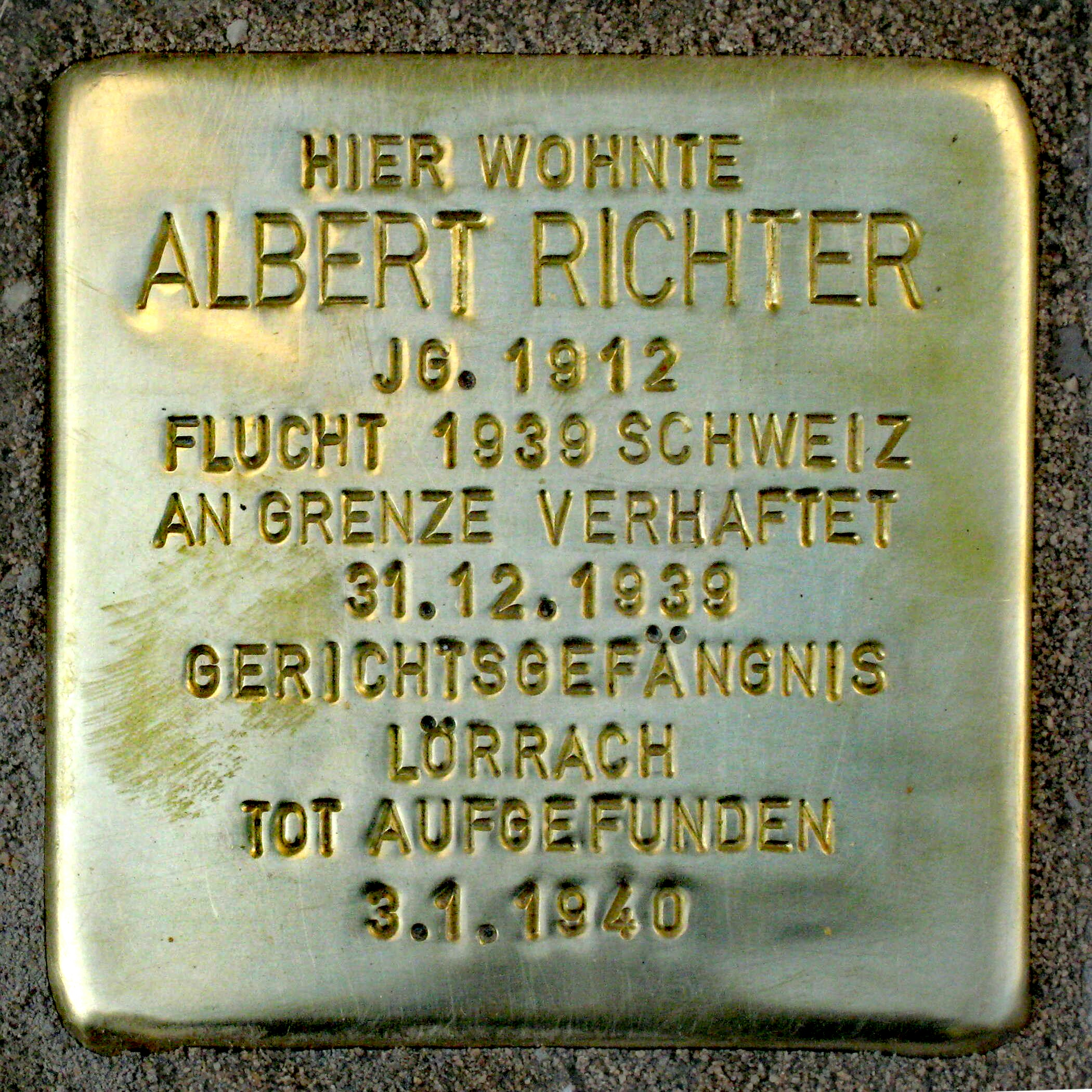
Stolperstein voor Albert Richter aan de Sömmeringstrasse 70, Köln-Ehrenfeld.

Richter werd half januari 1940 in Keulen op het Alten Ehrenfelderkerkhof (tegenwoordig onderdeel van het Melatenkerkhof) begraven. De plechtigheid werd bijgewoond door familieleden en enkele collegawielrenners. Of en door wie Richter verraden is, is nooit duidelijk geworden. Zijn manager Berliner overleefde de oorlog en deed in de jaren nadien onderzoek naar de dood van zijn pupil. Hij verdacht de Duitse renners Werner Miethe and Peter Steffes, maar kon zijn vermoedens niet hard maken. Miethe en Steffes zouden in 1937 Berliner hebben willen wegwerken, om zelf Richter te kunnen begeleiden. Voor zijn vertrek naar Zwitserland zou Richter aan Steffes hebben verklaard dat hij voor een kennis geld ging smokkelen. De beruchte SS-officier Viktor Brack zou het bevel hebben gegeven om Richter te executeren.
In West-Duitsland werd Richter lange tijd niet erkend als nazi-slachtoffer. In 1989 werd door twee filmmakers een documentaire over hem gemaakt; Auf der Suche nach Albert Richter - Radrennfahrer. In deze film werden onder andere de hoogbejaarde Steffes en zijn vrouw geïnterviewd, die beiden fel reageerden op de oude verdachtmakingen van Berliner.
In 1996 werd de nieuwe Keulse velodroom naar Richter vernoemd.
- Bibliothèque nationale de France: cb166065225 (data)
- Catàleg d'autoritats de noms i títols de Catalunya: 981058614771406706
- Gemeinsame Normdatei: 12066044X
- International Standard Name Identifier: 0000 0000 8134 4569
- Nationale Bibliotheek van Tsjechië: xx0121345
- Nationale Bibliotheek van Israël: 987011662965105171
- Nederlandse Thesaurus van Auteursnamen: 183119207
- Virtual International Authority File: 54984339
- WorldCat: E39PBJqFQdhkbfKJFfKk9fv8md